# Julião da Silva

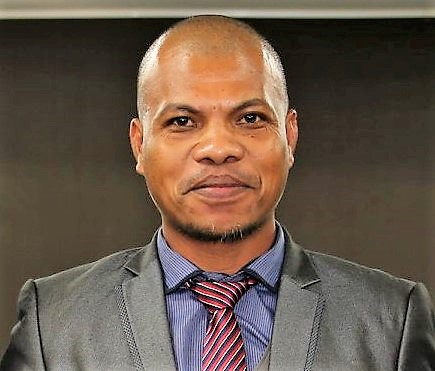
Julião da Silva (2019)

Julião da Silva ist ein osttimoresischer Politiker und Mitglied der Kmanek Haburas Unidade Nasional Timor Oan (KHUNTO).
In der VIII. konstitutionelle Regierung Osttimors unter Premierminister Taur Matan Ruak wurde Silva Staatssekretär für Berufsausbildung und Arbeit. Die Vereidigung fand am 22. Juni 2018 statt.
Bei der Regierungsumbildung 2020 löste Alarico de Rosário am 24. Juni Silva als Staatssekretär ab und Silva wurde zum  Vizeminister für Äußere Angelegenheiten und Kooperation befördert. Das Amt hatte er bis zum Ende der Legislaturperiode am 30. Juni 2023 inne.